# Peer
Peer és una ciutat de Bèlgica, a la província de Limburg, que forma part de la regió flamenca. Al nucli de Wauberg s'hi troba la font del Dommel.
Fins a la revolució francesa i l'annexió per França, Peer era una de les Bones Viles germàniques del Principat de Lieja. La ciutat fou annexada per França l'any 1795 i integrada al Regne Unit dels Països Baixos el 1815 i després a Bèlgica l'any 1830.
El 1971, el municipi i les parròquies de Linde i de Wauberg, el municipi de Kleine Brogel van fusionar amb la ciutat. El 1977 els municipis de Grote Brogel junt amb la parròquia d'Erpekom i Wijchmaal van seguir.
Nuclis
|     | Nom                    | Superfície (km²) | Població (01/01/2013) |
| --- | ---------------------- | ---------------- | --------------------- |
| I   | Peer - Linde - Wauberg | 45,37            | 8.568                 |
| II  | Grote-Brogel - Erpekom | 19,97            | 2.804                 |
| III | Kleine-Brogel          | 9,69             | 1.813                 |
| IV  | Wijchmaal              | 11,92            | 3.040                 |

Persones de Peer
- Armand Preud'homme (1904-1986), compositor
- Salim Seghers (1948-…), cantant

Ciutat agermanada
- Parchim (Mecklemburg-Pomerània Occidental)